# Couvertpuis
Couvertpuis ist eine französische Gemeinde mit 82 Einwohnern (Stand 1. Januar 2022) im Département Meuse in der Region Grand Est (vor 2016 Lothringen). Sie gehört zum Arrondissement Bar-le-Duc, zum Kanton Ligny-en-Barrois und zum Gemeindeverband Portes de Meuse.

## Geografie
Die Gemeinde wird von der Orge, einem Nebenfluss der Saulx durchquert. Umgeben wird Couvertpuis von den Nachbargemeinden, Hévilliers im Norden, Biencourt-sur-Orge im Osten, Montiers-sur-Saulx im Süden und Morley im Westen.

## Bevölkerungsentwicklung
| Jahr                       | 1962 | 1968 | 1975 | 1982 | 1990 | 1999 | 2009 | 2019 |
| Einwohner                  | 151  | 130  | 137  | 134  | 104  | 90   | 88   | 87   |
| Quellen: Cassini und INSEE |      |      |      |      |      |      |      |      |

## Sehenswürdigkeiten
- Kirche der Geburt der seligen Jungfrau Maria (Église de la Nativité-de-la-Bienheureuse-Vierge-Marie)

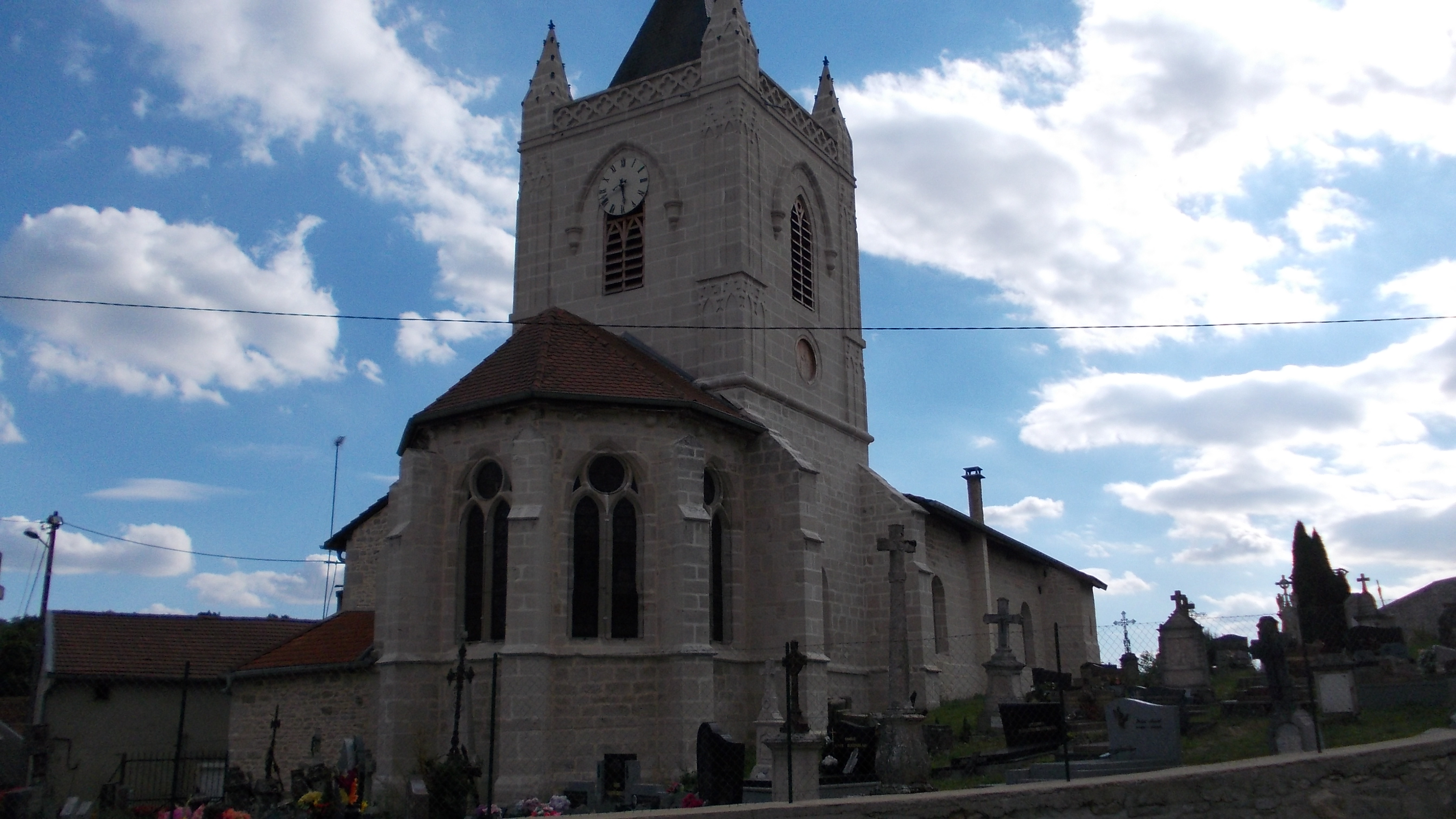
Kirche Nativité-de-la-Bienheureuse-Vierge-Marie